# Jerzy Jabrzemski

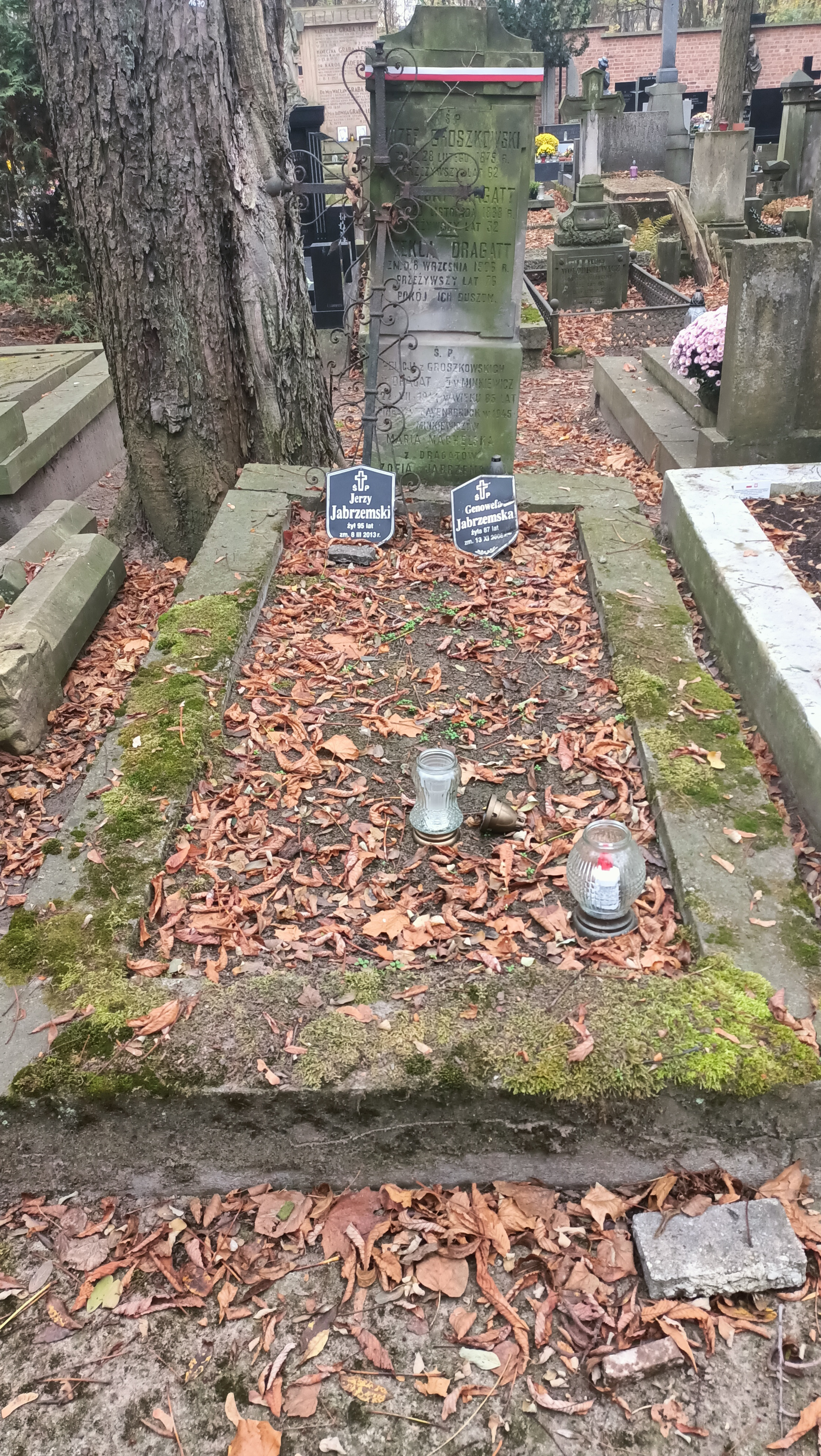
Grób Jerzego Jabrzemskiego na cmentarzu Powązkowskim w Warszawie

Jerzy Stefan Jabrzemski (ur. 22 listopada 1918 w Warszawie, zm. 8 marca 2013 tamże) – polski dziennikarz sportowy, członek Szarych Szeregów, historyk tej organizacji.

## Życiorys

### Dziennikarz
Od 1937 był pracownikiem „Przeglądu Sportowego”, a od czerwca 1938 do wybuchu II wojny światowej sekretarz redakcji tego pisma. Po wojnie kolejno pracownik działu sportowego „Rzeczpospolitej” (kierownik działu od kwietnia do września 1946), zastępca sekretarza redakcji „Robotnika” (wrzesień 1948 – grudzień 1948), kierownik mutacji „Expressu Wieczornego”, „Echa Krakowa” i „Słowa Polskiego” (1949–1952), sekretarz redakcji tygodnika „Sportowiec” (1952–1970) i sekretarz redakcji „Przeglądu Sportowego” (1970–1978). W 1978 przeszedł na emeryturę.
Specjalizował się w szermierce, ogłaszał coroczny ranking szermierzy. Organizował biura prasowe dużych imprez sportowych w Polsce (FIS 1962, mistrzostwa Europy w koszykówce 1963, mistrzostwa Europy w boksie 1975).

### Szare Szeregi
Od listopada 1939 był członkiem Kwatery Głównej „Szarych Szeregów”. W latach 1941–1944 kierował w organizacji Akcją „N”. Był redaktorem naczelnym pism „Brzask” i „Bądź gotów”. Uczestniczył w powstaniu warszawskim, m.in. jako p.o. komendanta chorągwi warszawskiej (pod nieobecność Stefana Mirowskiego), wydawał prasę harcerską. Po powstaniu trafił jako podporucznik AK do niewoli niemieckiej. Wrócił do Polski w marcu 1946.
Po przejściu na emeryturę w 1978 redagował „Materiały Historyczne”, dwumiesięcznik poświęcony historii „Szarych Szeregów”. Opracował książkę: Szare Szeregi: harcerze 1939-1945. T. 1-2. Materiały i relacje, T. 3 Lista poległych i zmarłych, indeksy-ilustracje (1988), napisał także Harcerze z Szarych Szeregów (1997), wyd. II jako Harcerze Szarych Szeregów (2010).

### Odznaczenia
Odznaczony Srebrnym Krzyżem Zasługi z Mieczami (1944), Srebrnym Krzyżem Zasługi (1959), Złotym Krzyżem Zasługi (1973), Krzyżem Kawalerskim Orderu Odrodzenia Polski (1978), Krzyżem Oficerskim Orderu Odrodzenia Polski (1999), Krzyżem Komandorskim Orderu Odrodzenia Polski (2011).